# Divadlo Kámen

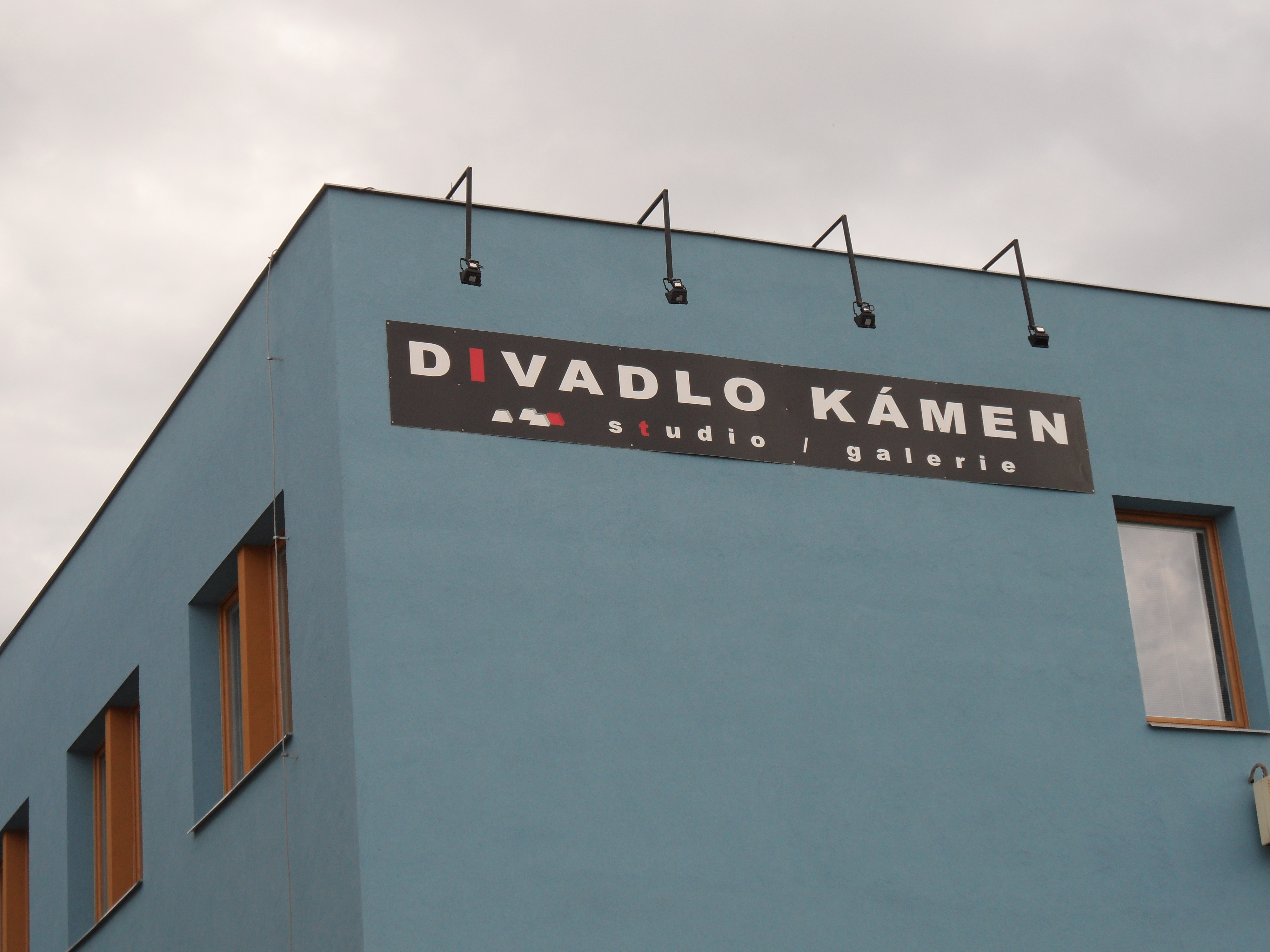
Divadlo Kámen – pražské autorské divadlo

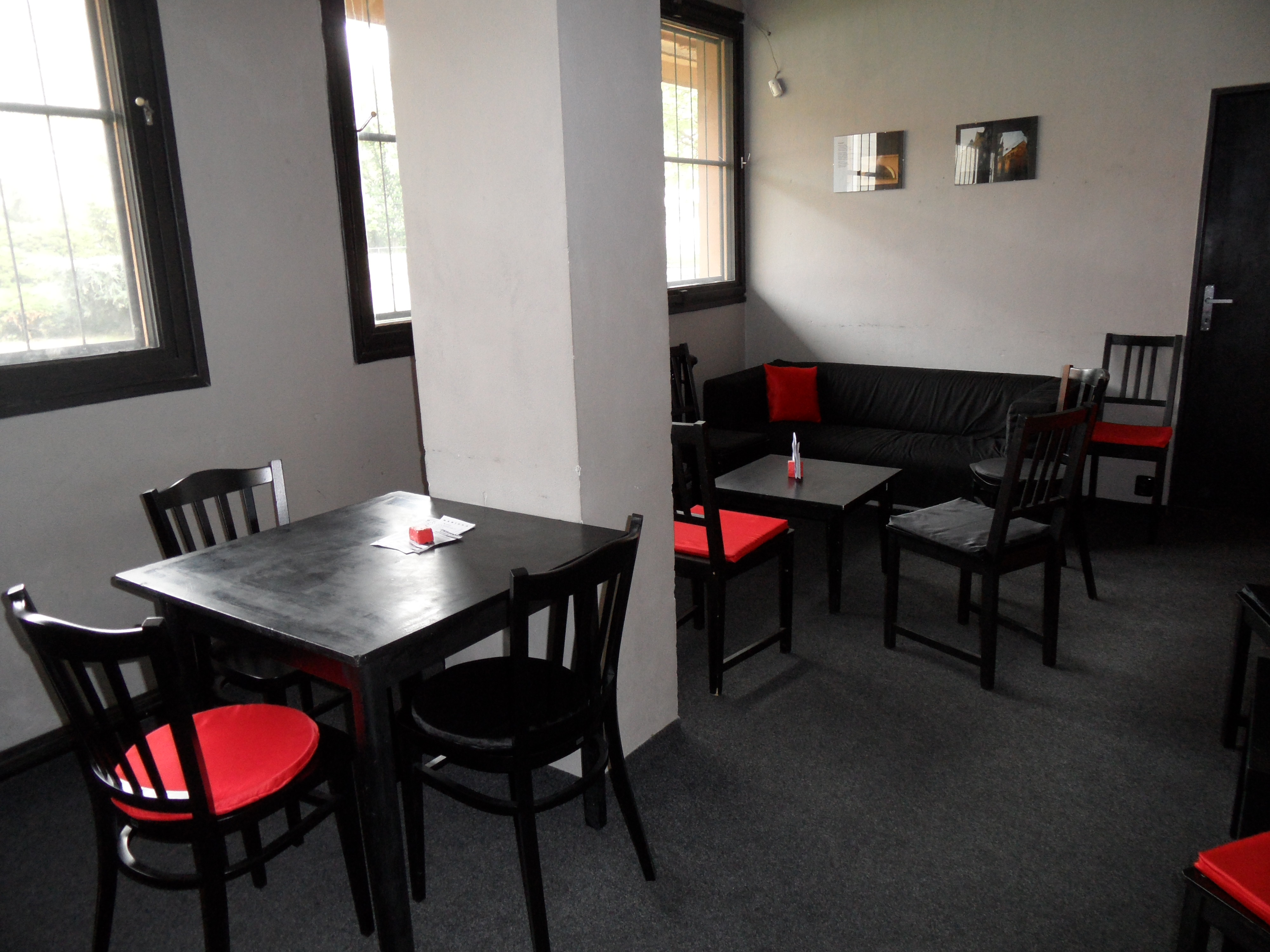
Divadlo Kámen – kavárna

Divadlo Kámen je pražské autorské divadlo a umělecký salón, působící od roku 2007 ve vlastním divadelním studiu pro 50 diváků poblíž stanice metra Invalidovna v pražském Karlíně. Divadlo Kámen vzniklo v roce 1998 a za svou existenci vytvořilo přes 35 inscenací. Zpočátku hrálo především v několika pražských klubech (Studio Damúza, Klub Klamovka, Karlos Bar, Karlínské Spektrum, aj.), v letech 2004 až 2007 hrálo pravidelně v Žižkovském divadle Járy Cimrmana a v Divadle v Celetné.
Zakladatelem, uměleckým šéfem, režisérem a autorem většiny her divadla je Petr Odo Macháček, "Osobnost roku 2013" v rámci festivalu "...příští vlna/next wave...".
Divadlo Kámen je důsledně autorským divadlem, jeho specialitou jsou originální a neobvyklé postupy v moderní činohře. Pracuje s fyzickým vnímáním divadla a jeho hudebností, rozehráváním motivů ve více rovinách, souhrami sil a energií, minimalistickými postupy, improvizací jazzového typu, živým osobním herectvím. Představení otevírají prostor pro vícedimenzionální zážitky, svobodnou interpretaci a nevyhnutelný humor.
Divadlo Kámen se opírá o skupinu dlouhodobě a koncepčně pracujících herců, kteří jsou hlavními tvůrci každého představení – například herečky Zdeňka Brychtová, Lucie Zachovalová, Lenka Chadimová, Kristýna Suchá, Lenka Záveská, herec a sociolog umění Miroslav Paulíček, herec, tanečník a performer Vladimir Benderski aj.
Mezi významné a oceňované divadelní projekty Divadla Kámen patří hry: Výhled na řeku Labe (dramatický příběh ze zákulisí závodů formule nula nula nula nula jedna a z domu, ve kterém se potkává řada různých stavebních slohů podle scénáře a v režii Martina J. Švejdy j.h.), Dopis poslaný poštou (detektivka o nahlížení do jiných světů a jiných poštovních systémů s moderní českou poezií Jana Vladislava, Jana Nedbálka a dalších), Mamut mamut (lehce disharmonické bussines drama s autorskou hudbou skladatele Martina Marka a klavíristy a klarinetisty Jana Ptáka), Přibližně dvaatřicet zubů (lehce konceptuální honička podmáčenou krajinou na motivy románu Viktora Pelevina Svatá kniha vlkodlaka, ve kterém jako host účinkuje a u sklenky whisky řeční profesor Miloš Horanský, OK plus F (originální inscenace vážně i zábavně zkoumající iluzivnost umění i jiných druhů vjemů na motivy klasického Frankensteina od M. Shelley). V koprodukci s Ostravským centrem nové hudby vytvořili členové Divadla Kámen spolu se skladatelem Petrem Cíglerem operu Táhlý zvlněný pohyb podélného předmětu uvedenou v rámci festivalu NODO Dny nové opery Ostrava 2016. Vedle běžných inscenací realizuje Divadlo Kámen dvakrát za rok divadelně-improvizační projekt Eéliška kolem, do kterého zve hostující umělce – například herečku Kateřinu Dvořákovou nebo hudebníka, improvizátora a filmaře Petra Marka.
Divadlo Kámen pořádá též semináře a workshopy činoherního minimalismu a formalismu. V roce 2018 uskutečnilo týdenní seminář M jako minimalismus na festivalu Jiráskův Hronov. Na jaře 2019 uspořádalo divadlo ve spolupráci s NIPOS tři víkendové kurzy minimalistického činoherního herectví. Alespoň jednou měsíčně pořádá Divadlo Kámen debaty s tvůrci a herci po představení, případně nabízí k diskusi témata zaměřená na soudobé umění a různé jeho aspekty s přesahem do dalších oblastí jako jsou sociologie, teologie, historie. Mezi hosty debat se objevují např. teatrolog prof. Jan Císař, divadelní kritik Vladimír Hulec, teatrolog Martin Pšenička, režiséři Jiří Adámek a Radovan Lipus, básník Jaromír Typlt a další.
V rámci uměleckého salónu Divadla Kámen pravidelně probíhají přednášky a vycházky o dějinách umění v širších souvislostech s předními historiky umění jako jsou Vladimír Czumalo, Jakub Synecký nebo Ladislav Zikmund-Lender.
Prostory kavárny salónu Divadla Kámen jsou využívány k výstavám soudobých umělců. Své výstavy zde měli např. malíř Jindřich Lerch, sochař Jaroslav Chramosta nebo fotografové Kristýna Suchá a Lukáš Fenzl.
V roce 2013 vydalo Divadlo Kámen knihu mapující svou vlastní existenci v letech 1998–2012, v roce 2017 a 2018 zase vydalo mapy uměleckých děl ve veřejném prostoru sídlišť Invalidovna a Ďáblice.
Divadlo Kámen je členem Asociace nezávislých divadel ČR.

## Seznam her
- Kámen – pátrání v Hráádci (scénář a režie Petr Odo Macháček, premiéra 1. prosince 1999, derniéra 16. března 2000)
- Buchty – decentní černá komedie o neštěstí ve štěstí (scénář a režie Petr Odo Macháček, premiéra 17. května 2000, derniéra 17. dubna 2002)
- Ulice – krátká decentní tragédie (námět Jean-Michel Ribes, scénář a režie Petr Odo Macháček, premiéra 24. května 2000, derniéra 24. listopadu 2001)
- Páky – krátká decentní hra o lidském štěstí (scénář a režie Petr Odo Macháček, premiéra 14. prosince 2000, derniéra 17. května 2002)
- Levá ruka – krátká rytmická hra o tanci kolem jednoho stolu (scénář a režie Petr Odo Macháček, premiéra 14. prosince 2000)
- Velké Páky – tři opatrné obrazy o radostech života (scénář a režie Petr Odo Macháček, premiéra 24. října 2001, derniéra 7. dubna 2002)
- Můra – zachmuřená stará báseň o sametových křídlech a prochladlých lampách (báseň Viktor Dyk, scénář a režie Petr Odo Macháček, premiéra 21. listopadu 2001, derniéra 17. května 2002)
- Karkulka – malý průsvitný příběh o špičatých zubech a dobrém červeném vínu (scénář a režie Petr Odo Macháček, premiéra 21. listopadu 2001)
- Konvice – velmi tvrdá hra na motivy H.P. o téměř nulové délce (scénář a režie Petr Odo Macháček, premiéra 21. listopadu 2001, derniéra 17. dubna 2002)
- 48 lepáků – korektní obchodní jednání ve starém bytě (scénář a režie Petr Odo Macháček, premiéra 29. listopadu 2002)
- Rakvičky – decentní vídeňská hřbitovní balada (scénář Lotte Ingrisch, překlad a režie Petr Odo Macháček, premiéra 29. listopadu 2002, derniéra 15. října 2008)
- Mlejnek – drsný velkopříběh o kožené bundě, červené helmě a zářivě bílých sametových šatech (scénář a režie Petr Odo Macháček, premiéra březen 2004, derniéra říjen 2008)
- Marmeláda – naléhavý zelenorůžový příběh o době, která je zlá (scénář a režie Petr Odo Macháček, premiéra 10. listopadu 2005, derniéra 25. dubna 2010)
- Kámen II – černobarevné kamenné pátrání v Hráádci (scénář a režie Petr Odo Macháček, premiéra 8. prosince 2006, derniéra 23. listopadu 2007)
- Žáby – nazelenalé kontemplativní drama (scénář a režie Petr Odo Macháček, premiéra 5. února 2008)
- Opičí tlapa – několikabarevný pokojový horor se studeným krbem a přimrzajícími kalužemi přede dveřmi (na motivy povídky (William Wymark Jacobs), scénář a režie Petr Odo Macháček, premiéra 25. září 2008)
- Zvěstování Bohunce – dynamický řetězec konkrétních otázek, na které by bylo dobré nějak odpovědět (scénář a režie Petr Odo Macháček, premiéra 19. března 2009)
- Asi ani zahrada – příběh a koncert o zahradních kráterech a létajících předmětech těžších než vzduch (scénář a režie Petr Odo Macháček, premiéra 20. října 2009)
- Eéliška kolem – improvizované noční setkání s palčivě hubenou rodinnou historií, nad prázdným stolem s několika židlemi (scénář a režie Petr Odo Macháček, premiéra 10. listopadu 2009)
- Paní – relativně fiktivní fyzická rekonstrukce příběhu dvou našich paní a jedné další podobně krásné paní, s Kristiánovou legendou a rytmickou sekcí (scénář a režie Petr Odo Macháček, premiéra 20. října 2010)
- Ras al Chajma – poměrně souvislé vyprávění o ztrátě důležitého zařízení a o nadějných vyhlídkách, které z ní vzejdou (scénář a režie Petr Odo Macháček, premiéra 15. března 2011)
- Deus ex offo – prostý příběh o dvojí až trojí nezištné pomoci a nezvykle přímé cestě ke štěstí, s vlažnou mýdlovou vodou a zoufale hořkou černou čokoládou (scénář a režie Petr Odo Macháček, premiéra 26. ledna 2012)
- Výhled na řeku Labe – dramatický příběh ze zákulisí závodů formule nula nula nula nula jedna a z domu, ve kterém se potkává řada různých stavebních slohů (scénář, režie a scénografie Martin J. Švejda j.h., premiéra 18. ledna 2013)
- Agamemnón – improvizovaná noční cesta domů s mykénskými starci a jejich vládci, sluncem sežehlé hory, olivové háje, váhavý doprovod, který nemůže vědět, kde se stala chyba (režie Petr Odo Macháček, premiéra 12. prosince 2013)
- Mamut mamut – lehce disharmonické business drama o určité řešitelnosti dezorientace – hold tvůrčí dezorientaci, odvaze k vytváření struktur a wikipedii (scénář a režie Petr Odo Macháček, premiéra 27. března 2014)
- Dopis poslaný poštou – detektivka o nahlížení do jiných světů a jiných poštovních systémů, osudová setkávání, nenadálá propastná přátelství, moderní česká poezie, rozlitá kolomaz (scénář a režie Petr Odo Macháček, premiéra 12. února 2015)
- Ztráta obsahu v konfekčním obalu – nepřijatelně nevkusná letištní komedie o ztrátě víry, revolveru a peněz, paliativní groteska s nevinnými osobními setkáními (scénář a režie Petr Odo Macháček, premiéra 12. února 2016)
- Oidipus 11 minut – kapesní antické drama o nezbytnosti nerozbitné struktury a nevyhnutelnosti nepředvídatelné improvizace (scénář a režie Petr Odo Macháček, premiéra 14. června 2016)
- Přibližně dvaatřicet zubů – převážně radostná nedokonalá proměna ve světle skomírajícího reflektoru, lehce konceptuální honička podmáčenou krajinou (scénář a režie Petr Odo Macháček, premiéra 23. února 2017)
- OK plus F – F jako dobře dobře, F jako fluidum, F jako Frankenstein / o extázi směrem dolů, o nepožehnané práci, o žízni a o kompozitní bytosti (scénář a režie Petr Odo Macháček, premiéra 8. prosince 2017)
- Přesně 42 zubů – futuristická jízda na STARYM REZAVYM VEJFUKU / rituál mytologicky industriální radosti včetně (ne)dobrovolné prohlídky automobilového závodu v komorních (ne)divadelních prostorách (scénář a režie Petr Odo Macháček, první uvedení 9. listopadu 2018)
- Vražda u katedrály – burleskní upírská balada, o neodolatelných bytostech, o otravě Sergeje Skripala v Salisbury v březnu 2018, režisér v troj až čtyřroli (scénář a režie Petr Odo Macháček, premiéra 19. září 2019)
- S citem – jiskřivě bahnivá posázavská love story na půdorysu románu Jáchyma Topola Citlivý člověk, oslavná píseň o nefatální fragmentaci myšlení a lidech s jakýmsi citem (scénář a režie Petr Odo Macháček, premiéra 21. listopadu 2019)
- Poříčská madona - objevná cesta posázavským pobřežním rákosím vyrůstajícím z románu Jáchyma Topola Citlivý člověk, vyprávění o překrásném obrazu, jehož jediným nedostatkem je, že je úplně fiktivní (scénář a režie Petr Odo Macháček, premiéra 26. listopadu 2020)
- Dešťová hůl - několikerá cesta z Budějovic do Lešic a zpět ve stopě románu Jiřího Hájíčka, Kdo je dneska indián? Ten, kterej na ničem nelpí? Ten, kterej jezdí na motórce? (scénář a režie Petr Odo Macháček, premiéra 16. června 2021)
- Motýlí ú-křik - konspirační, inspirační a exspirační ú-thriller ze současné Prahy a luxusního alpského ú-hotelu o svízelném ú-dělu člověka tahajícího za nitky tohoto světa, ú-groteska inspirovaná románem Jana Tománka Motýlí křik (scénář a režie Petr Odo Macháček, premiéra 10. prosince 2021)
- 2024: Julie a Winston – rozpustilá orwelliánská lovestory, rozpustilý orwelliánský horror / Julie a Winston po 40 letech / láska až za hrob, až za tmu, až za kročeje, až za vnitřní srrrrrdce / notoricky známá romance po tisíci a prvé, a zase jinak (scénář a režie Petr Odo Macháček, premiéra 25. listopadu 2022)
- Můj bratr mesiáš - Co všechno může bratr mesiáše? Co může milenka mesiáše, jeho partnerka, jeho punkerka? Co může mesiáš? Co když někomu skočí za krk štěstí? Kde se dobře žije v roce 2168? Otázky, otázky a otázky otevřené ve hře i ve stejnojmenném románu Martina Vopěnky (scénář a režie Petr Odo Macháček, premiéra 2023)
- Nulorožec - decentně hedonistická cesta za průzračným černým jezerem / neodolatelná chuť mandragonie, chilli papriček, s-coly, prachu z ryzího zlata, plivníku a údajně skleníkových plynů / dobře posazený, maličko chraplavý alt, který... (scénář a režie Petr Odo Macháček, premiéra 30. května 2024)
- Zajímavosti:

- Nejdéle hranou hrou Divadla Kámen je Levá ruka, která měla premiéru v prosinci 2000.
- V roce 2002 uvedlo Divadlo Kámen v české premiéře – a za účasti autorky – hru rakouské dramatičky Lotte Ingrisch "Rakvičky".
- Nejminimalističtější hrou Divadla Kámen je Asi ani zahrada, která se hraje při různých příležitostech a v kombinaci s různou hudbou od roku 2009. Divadlo Kámen se s ní zúčastnilo například festivalu PROTEZA v Bratislavě.
- V roce 2016 napsal Petr Odo Macháček libreto k opeře s názvem Táhlý zvlněný pohyb podélného předmětu (Protracted Sinuous Movement of a Longitudinal Object), která byla uvedena v rámci festivalu NODO Dny nové opery Ostrava.
- V roce 2020 režíroval Petr Odo Macháček operu Marka Keprta s názvem Hibiki, Hibiki, vzhmoť!, která byla uvedena v rámci festivalu NODO Dny nové opery Ostrava.
- V roce 2024 režíroval Petr Odo Macháček operu Hořký konec Russolův, která byla uvedena v rámci festivalu NODO Dny nové opery Ostrava.

## Osoby
Autor her a režisér: Petr Odo Macháček
Propagace: Helena Macháčková, Zdeňka Brychtová, Blanka Křemenová
V Divadle Kámen hráli či hrají například (jako herci): Jan Aksamít, Josef Bača, Vladimir Benderski, Zdeňka Brychtová, Dominika Čompová, Petr Duška, Karolína Fikrle (Dušková), Markéta Dušková, Viktorie Gallová, Josef Gorčík, Zdeněk Grečnár, Radek Jiříček, Olga Ježková, Petr Haken, prof. Miloš Horanský, Zuzana Hainallová, Lenka Huláková, Kamila Hrubešová, Dušan Hübl, Lenka Chadimová, Olga Ježková, Marcela Kočová, Jan Kořenek, Michaela Krupičková, Marek Kyncl, Jitka Kynclová, Jiří Kubíček, Petr Odo Macháček, Helena Macháčková, Vít "Aslanex" Macháček, Pavel Mašek, Radek Bludík Matoušek, Milan Neburka, Petr Bláha Nejedlý, Libor Novák, Miroslav Paulíček, Jan Pokorný, Kateřina Poláková (Maxová), Jiří Poul, Pavla Procházková, Michaela Ptáčková (Přikrylová), Helena Plicková, Martin Poláček, Vojtěch Poláček, Noemi Purkrábková, Danny Rektořík, Pavel Ryšánek, Jára Šimek, Marian Škorvaga, Kristýna Suchá, Michal Sedlář, Jakub Synecký, Zuzana Sýkorová, Barbora Šabartová, Martin Šejbl, Petr Šimeček, Silvie Špačková, Martin Vávra, František Večerník, František Večerník ml., Petra Veselá, Petra Vítovská, Ivan Vohrna, Alexandr Vasilyev, Lenka Záveská, Lucie Zachovalová, Inna Zhulina.[zdroj?]
V Divadle Kámen hráli či hrají například (jako hudebníci): Jaroslav Janovský, Žofie Kašparová, Vít Kopecký, Martina Kuglerová, Renata Kuzikowská, Adéla Macháčková, Petr Mazur, Jan Pták, Anna Ptáková, Marie Ptáková, Anna Štěpánová, Alžběta Šubrtová, Ivan Vohrna.